# Relações entre Hong Kong e Singapura
Hong Kong (a Região Administrativa Especial da República Popular da China) e a República de Singapura são ex-colônias britânicas que mantiveram relações comerciais desde o século XIX e se tornaram importantes centros financeiros, mantendo missões diplomáticas e escritórios comerciais para promover suas relações bilaterais.
Além de ser representado pela Embaixada da China, o Governo da Região Administrativa Especial de Hong Kong também opera um Escritório Econômico e Comercial de Hong Kong em Singapura. Da mesma forma, além de sua Embaixada em Pequim, Singapura tem um Consulado-Geral em Hong Kong. Quando Hong Kong estava sob domínio britânico, era conhecida como Comissão de Singapura.

## História

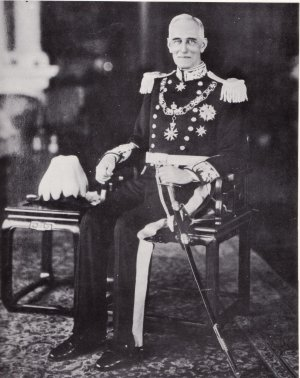
Cecil Clementi foi governador de Hong Kong entre 1925 e 1930 e governador dos assentamentos estreitos entre 1930 e 1934

Singapura e Hong Kong começaram a ser negociados no século XIX. De acordo com jornais de Hong Kong, a ideia de uma rivalidade entre Hong Kong e Singapura existia desde 1900. Em 1923, a Associação Japonesa de Singapura publicou um livro chamado The Introduction of Singapore, que mostrava que havia relações comerciais entre Hong Kong e Singapura e que havia navios mercantes japoneses operando rotas entre Hong Kong e Singapura.
Quando Hong Kong e Singapura estavam ambos sob domínio britânico, alguns funcionários serviriam como governadores de Hong Kong antes de se tornarem governadores dos estreitos assentamentos (ou, posteriormente, de Singapura) ou vice-versa.
Por exemplo, Cecil Clementi foi governador de Hong Kong entre 1925 e 1930 e governador dos assentamentos estreitos entre 1930 e 1934. Robert Black foi governador de Singapura entre 1955 e 1957 e governador de Hong Kong entre 1958 e 1964.
Além disso, eles introduziriam práticas em uma colônia que haviam introduzido na outra. Por exemplo, quando Clementi era governador dos assentamentos estreitos, os chineses foram nomeados para o Conselho Executivo dos Assentamentos estreitos, como foi o caso com o Conselho Executivo de Hong Kong.
Da mesma forma, quando Black era governador de Hong Kong, ele implementou a localização do serviço público em Hong Kong, como havia ocorrido em Singapura. Ele também nomeou pessoas locais em Hong Kong para se tornarem altas autoridades no governo de Hong Kong.
Lee Kuan Yew, que se tornou o primeiro-ministro de Singapura em 1959, visitou Hong Kong várias vezes durante seu mandato e expressou opiniões sobre o desenvolvimento político de Hong Kong. Em 1984, a Declaração Conjunta Sino-Britânica foi assinada entre a China e o Reino Unido afirmando que o primeiro assumiria Hong Kong em 1 de julho de 1997, estimulando ondas de migrações em massa de Hong Kong. Conseqüentemente, o governo de Singapura emitiu uma cota de 25.000 vistos de imigrantes familiares para pessoas em Hong Kong.
Em 1997, Tang Liang Hong, o líder do Partido dos Trabalhadores em Singapura, fugiu para a Austrália. Publicou o livro Memórias de Tang Liang Hong durante sua estada em Hong Kong com o auxílio da Universidade Chinesa de Hong Kong. Em 2000, a Universidade Chinesa de Hong Kong conferiu um doutorado honorário a Lee Kuan Yew, para a insatisfação do Sindicato de Estudantes da universidade. O sindicato organizou um abaixo-assinado para instar a universidade a rescindir a decisão.
Em 17 de setembro de 2014, Lee Hsien Loong, o Primeiro-Ministro de Singapura, visitou Hong Kong e se encontrou com Leung Chun Ying, o Chefe do Executivo de Hong Kong. Leung Chun Ying e Lee Hsien Loong falaram sobre a cooperação e interação entre Hong Kong e Singapura, incluindo habitação, planejamento do uso do solo e infraestruturas. Leung Chun Ying também organizou um banquete para regalar Lee Hsien Loong.
Após a morte de Lee Kuan Yew em 23 de março de 2015, Leung expressou condolências pela morte de Lee, enviando uma mensagem a seu filho, Lee Hsien Loong, o primeiro-ministro de Singapura.
Em 30 de junho de 2015, Amos Yee, um blogueiro de Singapura, foi condenado a quatro semanas de prisão por enviar um vídeo criticando Lee Kuan Yew. Sindicatos de estudantes de oito universidades em Hong Kong protestaram perto do Consulado Geral de Singapura em Hong Kong para instar o governo de Singapura a libertar Amos Yee.

## Relações comerciais
Em 2012, o valor das mercadorias exportadas de Hong Kong para Singapura foi de US $ 2,53 bilhões, enquanto o valor das mercadorias exportadas de Singapura para Hong Kong foi de 16,8 bilhões de dólares norte-americanos. Hong Kong exportou principalmente máquinas, metais preciosos e instalações de transporte para Singapura, enquanto Singapura exportou principalmente máquinas, petróleo refinado e metais preciosos para Hong Kong.
A Câmara de Comércio de Singapura foi estabelecida em Hong Kong em setembro de 1995.

## Relações culturais
Em abril de 2004, Singapura e Hong Kong assinaram um Memorando de Entendimento sobre Cooperação Cultural. Para coordenar a assinatura do memorando, o Fringe Club organizou o Festival da Cidade, que teve como foco Singapura em 2006.
A Escola internacional de Singapura, a única escola internacional organizada pelo Ministério da Educação de Singapura, funcionou em Kennedy Town, Hong Kong, de setembro de 1991 a 1995, quando foi inaugurado um campus em Aberdeen.

## Incidente da Terrex em 2016
Nove Terrex não declarados pertencentes às Forças Armadas de Singapura, encontrados em um navio porta-contêineres registrado em Taiwan a caminho de Kaohsiung,Taiwan para Singapura após um exercício de treinamento militar, foram apreendidos por funcionários da alfândega de Hong Kong em 23 de novembro de 2016, durante uma verificação de rotina em Terminal de Carga Kwai Chung , Hong Kong. Os veículos ficaram detidos por quase dois meses sob suspeita de tráfico de equipamentos militares.
O Ministério da Defesa Nacional da República da China emitiu um comunicado após o incidente afirmando que os porta-aviões Terrex pertenciam ao Exército de Singapura e deveriam ser enviados de volta a Singapura após o Exercício Starlight, um exercício militar conjunto entre o Exército de Singapura e o Exército taiwanês. O Ministério da Defesa de Singapura admitiu o incidente e acrescentou que os porta-aviões da Terrex foram descarregados e expressou esperança de que possam ser despachados de volta para Singapura o mais rápido possível.
Em 28 de novembro de 2016, o porta-voz do Ministério das Relações Exteriores da República Popular da China, Deng Shuang, disse em uma entrevista coletiva que "O Governo da China fez representações ao Governo de Singapura, solicitando que Singapura siga as leis pertinentes de Hong Kong e cooperar com o Governo de Hong Kong para resolver esta questão. O Governo da China sempre se opôs veementemente a qualquer país com laços diplomáticos com a China, mantendo relações oficiais com a República da China em qualquer forma, incluindo intercâmbios militares e cooperação. Solicitamos que o governo de Singapura observe o princípio da política de Uma China. " Em 29 de novembro, a Ministra das Relações Exteriores de Singapura, Vivian Balakrishnan, destacou que “Nossas relações com a China e nossas interações com Hong Kong e Taiwan são baseadas estritamente em nossa política de uma China. Cumprimos consistentemente essa política e os entendimentos alcançados quando estabelecemos relações diplomáticas com a China em 1990 e continuaremos a fazê-lo."
Em janeiro de 2017, as autoridades de Hong Kong disseram que haviam concluído suas investigações e liberariam os veículos da Terrex para Singapura. Concluiu-se que o Governo de Singapura não pode ser responsabilizado pela violação, uma vez que foi o destinatário dos veículos militares quem infringiu a lei. O capitão do navio porta-contêiner da companhia marítima American President Lines foi acusado de não possuir a licença exigida para os transportadores da Terrex. Os veículos chegaram a Singapura em 30 de janeiro.